# Shintaro Yokota
Shintaro Yokota (横田 慎太郎 Yokota Shintarō?, Hioki; 9 de junio de 1995-18 de julio de 2023) fue un beisbolista japonés que jugaba en la posición de outfielder.

## Carrera
Fue seleccionado en la segunda posición del Draft de 2013 por los Hanshin Tigers y le fue asignado el número 24, pero fue hasta 2016 que hizo su debut con el primer equipo en la posición de jardinero central. Disputó 38 partidos en su primera temporada.
Se perdería la temporada de 2017 para que le fuera eliminado un tumor cerebral y regresaría al equipo filial al año siguiente mientras estaba bajo el tratamiento contra el cáncer, pero se tuvo que retirar a los 24 años como consecuencia de la enfermedad.

## Enfermedad y muerte
En febrero de 2017 Yokota tuvo dolores de cabeza, que como consecuencia le fue diagnosticado un tumor cerebral, por lo que estuvo bajo tratamiento los siguientes seis meses. El 3 de septiembre de ese año anunció que estaba en remisión. Yokota intentó regresar a jugar béisbol luego de superar el cáncer, pero los efectos secundarios del tratamiento, que incluían visión doble y borrosa, provocaron que su regreso fuera de corta duración.
Yokota murió a causa de un tumor cerebral el 18 de julio de 2023 a los 28 años.